# Sebastiano Moratelli
Sebastiano Morattelli (Noventa Vicentina, 1640- Heidelberg, 1706) fue un cantante y compositor italiano. Alrededor de 1660 se trasladó a  Viena a la corte de la emperatriz Leonor Gonzaga-Nevers, esposa de Fernando III de Habsburgo. 

## Obra
Durante mucho tiempo se creyó que todas sus composiciones se habían perdido, hasta que fue descubierta la partitura de La Faretra Smarrita en la biblioteca de los Condes de Toerring-Jettenbach. Esta pieza es una serenata formada por una introducción y diferentes arias y recitativos, puede considerarse un híbrido entre una ópera y una cantata, el argumento es el siguiente: Mercurio pierde su carcaj de oro con flechas doradas, se lo cuenta al dios Amor, que exige saber cómo ha sucedido. Mercurio dice que dejó el carcaj junto a un arroyo para divertirse con las bellas ninfas y que se lo robaron. Amor y Mercurio viajan por todo el mundo para intentar encontrarlo, visitando África, América y Europa.